# Acinipe tibialis
Acinipe tibialis är en insektsart som först beskrevs av Franz Xaver Fieber 1853.  Acinipe tibialis ingår i släktet Acinipe och familjen Pamphagidae. Inga underarter finns listade i Catalogue of Life.